# Kjersti Grini
Kjersti Elizabeth Grini (* 7. September 1971 in Oslo) ist eine ehemalige norwegische Handballspielerin.

## Karriere
Grini begann 1980 mit dem Handballspielen. Die Norwegerin spielte in ihrer Heimat bei Jaren, Lunner, Bækkelagets SK, Toten und Tertnes IL. Im Jahr 2000 wechselte die Rechtshänderin zum dänischen Verein Ikast-Bording Elite Håndbold, mit dem sie 2001 den dänischen Pokal und 2002 den EHF-Pokal gewann. 2003 beendete sie verletzungsbedingt ihre Karriere. Seit dem Oktober 2012 spielt sie für die zweite Mannschaft von Gjøvik HK. In der Saison 2012/13 lief sie noch einmal für die erste Mannschaft von Gjøvik in der Eliteserien auf.
Grini absolvierte 201 Partien für die norwegische Handballnationalmannschaft. Mit insgesamt 1003 Treffern ist sie die Rekordtorschützin Norwegens. Mit der norwegischen Auswahl errang sie die Weltmeisterschaft 1999 und die Vize-Weltmeisterschaft 2001. Nach der Vize-Europameisterschaft 1996 triumphierte sie mit Norwegen bei der  Europameisterschaft 1998. 2000 gewann sie die Bronzemedaille bei den Olympischen Spielen.
Die torgefährliche Rückraumspielerin wurde Torschützenkönigin bei den Olympischen Spielen 2000, der EM 1996 und dreimal in der norwegischen Liga. Nach ihrer aktiven Karriere trainierte sie den dänischen Erstligisten Randers HK. Nach mehreren Jahren Pause übernahm Grini im Jahr 2012 ein Amt im Trainerstab des norwegischen Erstligisten Gjøvik HK, bei dem sie zusätzlich als sportliche Leiterin tätig war.

## Privates
2013 trennten sich Kjersti Grini und ihr Lebensgefährte nach einer achtjährigen Beziehung. Grini brachte zwei gemeinsame Kinder zur Welt.

## Trivia
Im Jahr 2005 nahm Grini in Baden an einem Pokerturnier der European Poker Tour teil. Sie belegte den 23. Platz und gewann rund 4000 Euro. Am 29. März 2012 gewann sie ein Turnier in Dublin mit 2560 Euro Siegprämie.